# 貝卡·茨庫勞利
貝卡·茨庫勞利（1989年2月9日—）是一位喬治亞橄欖球運動員。他是喬治亞國家橄欖球隊的一員，代表喬治亞參加了2015年世界盃橄欖球賽。他代表喬治亞國家隊出場22次。